# Dog Man Star
Dog Man Star — второй студийный альбом английской группы Suede, выпущенный звукозаписывающей компанией Nude Records в 1994 году. Это последний альбом Suede, записанный при участии гитариста Бернарда Батлера, который из-за возрастающей напряжённости в отношениях с вокалистом Бреттом Андерсоном ушёл из группы ещё до завершения альбома. Это дало повод заговорить о возможном скором распаде Suede, поскольку Батлер являлся автором почти всей музыки группы. Однако альбом всё же вышел, группа уцелела, а на смену Батлеру был приглашён 17-летний Ричард Оукс.
Dog Man Star по настроению более пессимистичен, чем его предшественник, и знаменует собой отход Suede от типичного брит-попа. Несмотря на меньший по сравнению с альбомом Suede коммерческий успех, он достиг третьей строчки в британском чарте альбомов и продержался 16 недель в списке самых популярных альбомов страны. Встреченный хвалебными отзывами критиков, Dog Man Star многими считается шедевром творчества Suede.

## Предыстория
В начале 1994 года, перед самым выпуском внеальбомного сингла «Stay Together» (который стал самым успешным в истории группы, заняв третье место в чарте), моральный дух в коллективе был как никогда низок. Прямо перед началом второго тура группы по Америке умер отец Батлера. Первая неделя тура была отменена, и Suede из Нью-Йорка полетели обратно в Лондон. Когда тур всё же возобновился, Батлер очень отдалился от остальных участников группы, так как они, по его словам, «были весьма раздосадованы тем, что приходилось гастролировать с кем-то, кто не желал развлекаться». Он даже передвигался отдельно: либо один, на такси, либо на автобусе вместе с выступавшей у них на разогреве группой The Cranberries. Однако в Атланте Suede пришлось принять унижающий их достоинство факт того, что именно они открывали концерт вместо The Cranberries, встретивших более тёплый приём, а также поддержку MTV. После выступления в Нью-Йорке они почувствовали, что с них хватит, и последние несколько концертов были отменены. По словам барабанщика Саймона Гилберта, с Батлером стало невозможно работать и общаться, и группа уже не могла действовать сообща.
Для записи следующего альбома Suede Андерсон переехал в лондонский пригород Хайгейт и поселился в уединённом викторианском особняке, где под влиянием тяжёлых наркотиков начал писать тексты песен. «Я намеренно себя изолировал, такова была идея», — объяснял он позже. Один журналист впоследствии назвал альбом «самой помпезной и напыщенной британской рок-пластинкой десятилетия»; эти качества Андерсон приписывает своему употреблению психоделиков: «Я тогда принимал ужасно много ЛСД; думаю, это и придало нам смелости расширять границы». Андерсон признавался, что источником вдохновения ему служила также необычная обстановка: его соседями была секта меннонитов, распевавших гимны во время его наркотических «марафонов».

## Создание
После успеха дебютного альбома Suede окрестили невольными изобретателями брит-попа, чем группа в течение некоторого времени гордилась. Однако вскоре на брит-поп-сцене стали преобладать другие группы, такие как Blur, Oasis и Pulp. Это раздражало Андерсона, который назвал брит-поп «ужасно извращённым затянувшимся музыкальным сериалом» (horribly twisted, a musical Carry On film) и начал дистанцировать себя от этого жанра. «Мы не могли быть менее заинтересованными в этих развесёлых, мультяшных и фальшивых песенках для рабочего класса», — заявил певец в 2008 году, — «как только мы это осознали, мы ушли и написали Dog Man Star. Менее брит-поповую запись найти просто невозможно. Она истерзанная, эпичная, чрезвычайно сексуальная и личная. Ничто из этого к брит-попу не относится».
Альбом записывался с 22 марта по 26 июля 1994 года в студии «Master Rock» в лондонском районе Килберн. Репетиции были очень напряжёнными. Во время них группа неизменно разделялась на два лагеря: Батлера и всех остальных. Батлер, казалось, усугубил этот разрыв, появившись на обложке музыкального журнала Vox под фразой «Бретт меня раздражает до безумия». В своём интервью он объяснял, что любит импровизировать, а с Андерсоном это невозможно из-за его медленного темпа работы и одержимости звёздной болезнью. Андерсон впоследствии вспоминал, что прочитал эту статью в то же самое утро, когда записывал вокал для песни «The Asphalt World»: «Я помню, как старался вложить в свой голос всю ту боль и леденящий холод, которые испытывал». Батлер вскоре принёс Андерсону свои извинения.
Музыкальные разногласия вокруг «The Asphalt World» послужили причиной следующей крупной ссоры. Вошедшая в альбом версия песни длится 9 минут 25 секунд, но, по словам бас-гитариста Мэта Османа, первоначальным творением Батлера была 25-минутная композиция с восьмиминутным гитарным соло. «Бернард был настроен весьма решительно», — вспоминает Андерсон. — «Он всегда был очень упрям и непереубеждаем, и он непременно хотел сделать её длинной. Я даже не помню, чтобы он говорил „мы её подправим“. Ей полагалось длиться восемнадцать минут или около того». Осману сочинения Батлера казались слишком смелыми и экспериментальными: «Многие музыкальные задумки были слишком велики. Они проявляли неуважение к слушателю, требовали от него слишком многого».
Споры вокруг «The Asphalt World» перетекли и на весь альбом в ходе того, как Батлера всё менее и менее начала удовлетворять работа продюсера Эда Баллера. В интервью 2005 года гитарист не отступился от своего мнения, заявив, что Баллер действовал «ужасающе небрежно». Батлер требовал отстранить Баллера и предоставить продюсирование ему самому, хотя позже стало известно, что Батлер рекомендовал на пост продюсера Криса Томаса. Томас был более опытен: ему ранее приходилось работать с такими группами как The Pretenders и Sex Pistols. Однако «Nude Records», звукозаписывающий лейбл Suede, отклонил просьбу Батлера, мотивируя это тем, что Томас обошёлся бы слишком дорого. Владелец лейбла Сол Гэлперн заявлял, что с гитаристом было невозможно договориться и что он угрожал ему и Баллеру. Баллер утверждает, что получал телефонные звонки, где в трубке слышался звук скрежета ножа.
Батлер выдвинул ультиматум: или уходит Баллер, или он. Однако, другие участники группы отказались подчиняться его требованиям и решили позволить ему уйти ещё до окончания записи. Батлер утверждает, что его выгнали из группы, что, когда он пришёл в студию, его просто не пустили. На следующий день он возвратился за гитарой, чтобы записывать отрывки дома, хотя ему говорили, что выставят его гитару на улицу. «Вот так всё и было. Я не уходил, меня вышвырнули. Это очевидно. Если бы я просто ушёл, никто бы мне этого не позволил — если бы хотели, чтобы я остался». Менеджер группы Чарли Чарлтон предпринял последнюю попытку примирить враждующие стороны, но во время непростого телефонного разговора одними из последних слов Батлера, адресованных Андерсону, стали «грёбаный мудило».
8 июля Батлер покинул записывающие сессии, оставив Dog Man Star незавершённым. Андерсон записал лишь несколько основных вокальных партий; у нескольких песен не было названий, большую часть музыки требовалось дополнить записью методом наложения. Баллер и оставшиеся члены коллектива успешно завершили запись. Батлер всё же закончил некоторые гитарные партии, хотя, по словам Сола Гэлперна, он отказался делать это в студии «Master Rock» и вместо этого снял другую, где мог бы работать самостоятельно. Вскоре после ухода из группы Батлер по собственной инициативе записал бэк-вокал для песни «Black or Blue», о котором Андерсон говорит: «Не помню слова в точности, но в них звучала смутная угроза». Среди пост-батлеровских добавлений был переработанный финал в «The Wild Ones», оркестральная кода в «Still Life» и партия на электрогитаре, скопированная нота в ноту с демозаписи «The Power» Батлера, которую он забраковал. Батлер стал для альбома строгим критиком — не только с позиции продюсирования, но и с музыкальной в целом. Он отмечает отсутствие заинтересованности в студии, а также клубные похождения Андерсона и нежелание группы развивать его сложные задумки: «Я слышал слишком много раз слова „нет, этого делать нельзя“. Они мне до смерти надоели. По-моему, это хорошая запись, но она могла быть намного лучше».

## Название и обложка
О названии альбома (с английского «собака человек звезда») Андерсон говорил, что это — сжатое описание его собственного пути от человека из низов к звезде. Поклонниками было замечено сходство с названием фильма экспериментального режиссёра Стэна Брэкиджа «Dog Star Man» (1964 г.). «Фильм на альбом не повлиял, но я и вправду обратил внимание на название», — признался певец позже. Оно задумывалось как гордое обобщение эволюции Suede. «Это должна была быть запись о честолюбии, о том, что может выйти из человека».
Обложка, на которой изображён раскинувшийся на кровати обнажённый мужчина, позаимствована из старой фотокниги, принадлежавшей Андерсону. Её автором является американский фотограф Джоанн Леонард, снявшая её в 1971 году. Снимок, представленный на обложке Dog Man Star, называется «Sad Dreams on Cold Mornings» («Грустные сны холодным утром»), а снимок на оборотной стороне альбома — «Lost Dreams» («Потерянные мечты»). Андерсон: «Мне просто понравился образ этого парня на кровати в комнате. Он печален и сексуален, как и все песни из альбома».

## Музыка и тексты песен
«Британские журналисты хотели, чтобы этот альбом был знаменосцем британского рока, но я не какая-нибудь пешка. Людям казалось, что я всегда буду писать песни о муниципальных квартирах, говяжьей солонине, о том, как жилось в Лейтоне в 1945 году и тому подобных очень британских вещах. Ну а я решил: напишу-ка о Джеймсе Дине и Мэрилин Монро — последнем, чего от меня могут ожидать».
Нил Страусс в статье для The New York Times писал: «Dog Man Star со своими тщательно подобранными песнями, спетыми с эпатажем, напоминающем Дэвида Боуи и сопровождаемыми всем, чем угодно, от оркестра из сорока инструментов до старого синтезатора Муга, возвращает нас к эпохе, когда глэм-рок встретился с арт-роком». Основным источником влияния на Suede всё ещё оставалась музыка Боуи, но, в отличие от первого альбома, группа сосредоточилась на более мрачном и театральном звучании. Как и на Suede, Андерсон писал тексты под влиянием наркотиков, называя среди повлиявших на его стиль написания Уильяма Блейка. Его привлекла идея использования видений и подобных трансу состояний в качестве источника вдохновения. Андерсон утверждает, что многие из обрывочных образов в песнях «Introducing the Band» и «Killing of a Flashboy» возникли в результате высвобождения его подсознания. «Introducing the Band» — мантра, которую он написал после посещения буддийского храма в Киото.
В оде «Daddy’s Speeding» Андерсон рассказывает о сне, в котором принимал наркотики вместе с покойным американским актёром Джеймсом Дином. В финале песни используются эффекты белого шума и акустической обратной связи. Ведущий сингл «We Are the Pigs» отображает видения Андерсона об Армагеддоне и уличных беспорядках. В песне слышны также звуки горна, напоминающие музыку из телесериала «Peter Gunn». Композиция «Heroine» с припевом «Мне не терпится увидеть мою героиню» (англ. «I’m aching to see my heroine») упоминает ещё одну знаменитость — Мэрилин Монро, напоминая в то же время о лорде Байроне: «She Walks in Beauty», первая строчка песни, — название одного из его стихотворений («Она идёт во всей красе» в переводе С. Я. Маршака).
Среди затрагиаваемых на Dog Man Star тем — паранойя, одиночество и ненависть к себе. Последняя отражена в балладе «The Wild Ones», повествующей о медленно угасающих отношениях. Источником вдохновения для этой песни, а также для «The Asphalt World» и «Black or Blue», послужила Эник, девушка Андерсона. «Black or Blue» затрагивает проблему расовой нетерпимости. «This Hollywood Life» — самая агрессивная по духу песня в альбоме, о которой журнал NME писал: «Альбому, настолько погружённому в глубины драматизма, возможно, нужна хотя бы одна гневно брызжущая слюной отповедь».
«New Generation» — оптимистичная песня о любви и, согласно газете The Independent, «напоминание о том, что они могут ещё играть элегантный рок-н-ролл». Один из писателей заметил, что «немногие группы смогли бы написать подобное сексуальное и откровенное произведение так, чтобы оно звучало как поп-хит». В меланхолической фортепианной балладе «The 2 of Us» рассказывается о чувстве сожаления и сомнения — под аккомпанемент китайской флейты бау, соло на которой проигрывается перед крещендо песни. Дэвид Синклер из журнала Q заметил, что в ней (а также в финальном треке Dog Man Star «Still Life») перед нами вновь предстаёт грустная, скучающая домохозяйка из песни «Sleeping Pills» (альбом Suede), от лица которой спеты эти песни. «Still Life», давняя композиция, которую планировалось включить ещё в Suede, была записана при участии сессионного оркестра «Лондонская симфония», состоящего из 72 музыкантов. Она примечательна тем, что её премьера состоялась на фестивале 1993 года в Гластонбери, хотя там была исполнена более скупая версия, состоящая лишь из вокала под акустическую гитару.

## Релиз и отзывы критиков
Dog Man Star занял в британском чарте третье место, уступив первые два альбому R.E.M. Monster и сборнику хитов Bon Jovi Cross Road. «Он продавался не так хорошо, как по моему мнению заслуживал», — вспоминает Андерсон. «Он не был коммерчески успешен, зато приобрёл успех у критики. Думаю, многие считали, что группа распалась, потому что ушёл Бернард». Ведущий сингл из альбома, «We Are the Pigs», достиг лишь 18-го места, упав на следующей же неделе на 38-е. Выбор сингла стал предметом горячих споров: компания Sony хотела выпустить первым «New Generation», что в коммерческом плане было бы более верным решением; однако Андерсон отказался, заявив, что ей недостаёт характерной для Dog Man Star силы и драматичности. Следующий сингл, «The Wild Ones», который Андерсон считает лучшей песней, когда-либо записанной Suede, не исправил ситуацию, тоже остановившись на 18-м месте. «New Generation», третий сингл, занял ещё более низкое 21-е место. «The Power», единственная песня, в записи которой Батлер не принимал участия, предлагалась в качестве четвёртого сингла (с датой выпуска 1 мая 1995 года), но так и не была выпущена.
У британской музыкальной прессы новый диск Suede встретил более тёплый приём. Журналист NME Джон Харрис поставил Dog Man Star 9 баллов из 10-и, назвав его «ошеломляющим альбомом, окружённым ореолом чего-то близкого к гениальности». В тот выпуск журнала был также включён бесплатный семидюймовый флекси-диск c отрывками из песен «The Wild Ones», «Heroine», «The Power» и «Still Life». Дэвид Синклер из журнала Q дал альбому пять звёзд из пяти, написав в своём обзоре: «С Dog Man Star группа отстояла почти все притязания, которые делались с их стороны… Годы спустя его будут превозносить как венец творчества коллектива, в 90-е годы заново открывшего английский гитарный рок-н-ролл». Николас Барбер из газеты The Independent отдал дань музыкальному мастерству Батлера: «Следующий альбом Suede после выигравшего Mercury Prize дебюта — фантастическая смесь попсовых хуков и театральных жестов. Эта музыка — завещание таланту своего композитора, Бернарда Батлера, трагические гитарные риффы которого вписываются в мелодию как раз там, где им самое место». Также он добавил, что «местами Dog Man Star беспорядочен и несообразен, но без него ни одну коллекцию дисков нельзя назвать полной».
Несмотря на встреченные Suede в США трудности вроде неудавшегося тура и судебного процесса касательно названия группы (им пришлось переименоваться в The London Suede, так как уже существовала певица, известная под псевдонимом «Suede»), Dog Man Star, согласно данным системы Nielsen SoundScan, к 2008 году был распродан в Штатах в количестве 36 000 копий, что, однако, является лишь третью от продаж альбома Suede — 105 000 дисков. Американский музыкальный критик Роберт Кристгау назвал Dog Man Star неудачной записью, дав в то же время положительную оценку Suede. Другие критики расценили альбом как улучшение по сравнению с дебютной записью. Саймон Рейнолдс из газеты The New York Times писал, что, в то время как альбом Suede «был слишком погружён в глэм-рок и отвечал потребностям лишь самых ярых англоманов», на Dog Man Star «группа воспаряет к новым высотам полуобморочной истерии», заключив, что «Dog Man Star заслуживает внимания хотя бы за своё нелепое честолюбие». Стивен Томас Эрлевайн из сайта Allmusic дал альбому 4,5 звезды из пяти, написав, что «Suede могут не скрывать, какая музыка оказывает на них влияние, но они синтезируют её абсолютно по-своему, что делает Dog Man Star необычайно трагичным и романтичным альбомом».

## В последующие годы
Dog Man Star — наименее коммерчески успешный альбом Suede за исключением A New Morning, однако теперь он многими считается шедевром их творчества. Многие критики выделяют разногласия в группе как причину её последующей постепенной утраты прежнего положения. Первым журналистом, написавшим о Suede для NME в 1991 году, когда они были ещё малоизвестны, был Джон Малви. Более десяти лет спустя Малви (уже журналист The Times) написал обзор сборника Singles, бывший полной противоположностью первой восторженной статье: «Если бы группа… распалась в 1994 году, после выпуска великолепного Dog Man Star, Suede теперь могли бы стоять в одном ряду с величайшими группами», добавив, что «как показывает основная масса песен из Singles, в прошедшие девять лет Suede были больше похожи на пародию прежних самих себя»..
По словам обозревателя сайта Stylus Magazine Джона Манкса, «Suede никогда больше не напишут ничего настолько же сильного — потому ли что Батлер ушёл или просто у Бретта в тот период получалось намного лучше, но ни одна из последующих работ не была настолько всеобъемлющей, как эта». Вскоре после выпуска ставшего платиновым альбома Coming Up в журнале The Independent появился значительный обзор авторства Николаса Барбера. Наблюдая за концертом группы в новом составе в Глазго, он подверг сомнению их новое звучание, неохотно указав на отсутствие Батлера. «Уйдя, он унёс с собой сердце группы, оставив лишь голый скелет… Да, Suede по-прежнему хороши. Но раньше они были великолепны».
В сентябре 2003 года Suede провели пять выступлений в лондонском Институте современного искусства. Каждое из них было посвящено одному из пяти альбомов Suede, который полностью проигрывался в течение выступления. Быстрее всего распродавались билеты на шоу Dog Man Star, которые на eBay шли по 1000 фунтов за пару, в противоположность билетам на A New Morning, которые стоили всего 100 фунтов.
В 2010 году, вслед за концертами воссоединившихся Suede, в американском музыкальном журнале Crawdaddy! появилась статья авторства Андреса Джореги, писавшем о том, как изменилось восприятие Dog Man Star спустя 16 лет: «Несмотря на встреченные Suede препятствия, Андерсону удалось сделать из Dog Man Star желаемый им анти-брит-поповый альбом, к похвалам продвинутых критиков и урону имиджа группы в глазах народных масс. Несмотря на все свои послабления и драматичность а-ля Боуи, он [альбом] более грамотный, вымученный и смелый, чем его современники. Более содержательный, чем „у-ху“, ярче любой champagne supernova. Театральность и мятежность Dog Man Star — суть любой легенды рок-н-ролла».

### Награды
| Издание                                  | Страна              | Награда                                                       | Год  | Позиция |
| ---------------------------------------- | ------------------- | ------------------------------------------------------------- | ---- | ------- |
| 1001 Albums You Must Hear Before You Die | Флаг Великобритании | 1001 альбом, который стоит прослушать, прежде чем вы умрёте   | 2005 | *       |
| Alternative Press                        | Флаг США            | 90 величайших альбомов 90-х                                   | 1998 | 37      |
| British Hit Singles & Albums             | Флаг Великобритании | Опрос: 100 величайших альбомов всех времён                    | 2006 | 75      |
| The Guardian                             | Флаг Великобритании | 1000 альбомов, которые стоит прослушать, прежде чем вы умрёте | 2007 | *       |
| Melody Maker                             | Флаг Великобритании | 100 главных альбомов всех времён                              | 2000 | 16      |
| NME                                      | Флаг Великобритании | 100 лучших альбомов                                           | 2003 | 78      |
| NME                                      | Флаг Великобритании | 100 величайших британских альбомов                            | 2006 | 58      |
| Q                                        | Флаг Великобритании | 100 лучших альбомов по версии журнала Q                       | 1995 | *       |
| Q                                        | Флаг Великобритании | 100 лучших альбомов всех времён (читательская версия)         | 1998 | 35      |
| Select                                   | Флаг Великобритании | 100 лучших альбомов 90-х                                      | 1996 | 17      |
| Virgin                                   | Флаг Великобритании | Опрос: 1000 лучших альбомов                                   | 1998 | 62      |

(*) обозначает неупорядоченные списки.

## Список композиций
Слова и музыка всех песен — написаны Бернардом Батлером и Бреттом Андерсоном.
| №   | Название               | Длительность |
| --- | ---------------------- | ------------ |
| 1.  | «Introducing the Band» | 2:38         |
| 2.  | «We Are the Pigs»      | 4:19         |
| 3.  | «Heroine»              | 3:22         |
| 4.  | «The Wild Ones»        | 4:50         |
| 5.  | «Daddy's Speeding»     | 5:22         |
| 6.  | «The Power»            | 4:31         |
| 7.  | «New Generation»       | 4:37         |
| 8.  | «This Hollywood Life»  | 3:50         |
| 9.  | «The 2 of Us»          | 5:45         |
| 10. | «Black or Blue»        | 3:48         |
| 11. | «The Asphalt World»    | 9:25         |
| 12. | «Still Life»           | 5:23         |

| №   | Название      | Длительность |
| --- | ------------- | ------------ |
| 13. | «Modern Boys» | 4:49         |

### Remastered Deluxe Edition (2011)
| №   | Название                                               | Длительность |
| --- | ------------------------------------------------------ | ------------ |
| 1.  | «Introducing the Band»                                 | 2:37         |
| 2.  | «We Are the Pigs»                                      | 4:20         |
| 3.  | «Heroine»                                              | 3:23         |
| 4.  | «The Wild Ones»                                        | 4:50         |
| 5.  | «Daddy’s Speeding»                                     | 5:22         |
| 6.  | «The Power»                                            | 4:32         |
| 7.  | «New Generation»                                       | 4:38         |
| 8.  | «This Hollywood Life»                                  | 3:50         |
| 9.  | «The 2 of Us»                                          | 5:46         |
| 10. | «Black or Blue»                                        | 3:49         |
| 11. | «The Asphalt World»                                    | 9:25         |
| 12. | «Still Life»                                           | 5:29         |
| 13. | «Squidgy Bun (Introducing the Band)» (Four Track Demo) | 2:37         |
| 14. | «Ken (The Wild Ones)» (Four Track Demo)                | 5:40         |
| 15. | «A Man’s Song (Heroine)» (Four Track Demo)             | 2:55         |
| 16. | «Banana Youth (The Power)» (Four Track Demo)           | 4:02         |
| 17. | «The 2 of Us» (Four Track Demo)                        | 6:40         |

| №   | Название                                                                      | Длительность |
| --- | ----------------------------------------------------------------------------- | ------------ |
| 1.  | «My Dark Star» (бисайд из сингла «Stay Together»)                             | 4:27         |
| 2.  | «The Living Dead» (бисайд из «Stay Together»)                                 | 2:55         |
| 3.  | «Stay Together» (Long Version)                                                | 7:26         |
| 4.  | «Killing of a Flash Boy» (бисайд из сингла «We Are the Pigs»)                 | 4:07         |
| 5.  | «Whipsnade» (бисайд из «We Are the Pigs»)                                     | 4:21         |
| 6.  | «This World Needs a Father» (бисайд из сингла «The Wild Ones»)                | 3:55         |
| 7.  | «Modern Boys» (бисайд из «The Wild Ones»)                                     | 4:09         |
| 8.  | «Eno’s Introducing the Band» (ремикс Брайана Ино — бисайд из «The Wild Ones») | 16:05        |
| 9.  | «La Puissance (The Power)»                                                    | 1:24         |
| 10. | «The Living Dead» (Piano Version)                                             | 2:47         |
| 11. | «We Believe in Showbiz» (ранее не издавалась)                                 | 3:47         |
| 12. | «Still Life» (Orchestral Version)                                             | 5:15         |
| 13. | «The Wild Ones» (Original Unedited Version)                                   | 7:17         |
| 14. | «The Asphalt World» (Original Unedited Version)                               | 11:27        |

#### Сборник DVD
| №  | Название        | Длительность |
| -- | --------------- | ------------ |
| 1. | «Stay Together» | 4:08         |

| №  | Название                 | Длительность |
| -- | ------------------------ | ------------ |
| 1. | «Heroine»                | 3:46         |
| 2. | «We Are the Pigs»        | 4:05         |
| 3. | «The 2 of Us»            | 5:51         |
| 4. | «Killing of a Flash Boy» | 4:05         |
| 5. | «Pantomime Horse»        | 6:12         |
| 6. | «The Asphalt World»      | 9:25         |
| 7. | «This Hollywood Life»    | 4:06         |
| 8. | «The Wild Ones»          | 4:39         |
| 9. | «Still Life»             | 8:18         |

| №   | Название              | Длительность |
| --- | --------------------- | ------------ |
| 1.  | «The Drowners»        | 4:08         |
| 2.  | «This Hollywood Life» | 3:49         |
| 3.  | «We Are The Pigs»     | 4:15         |
| 4.  | «Metal Mickey»        | 2:58         |
| 5.  | «My Insatiable One»   | 3:18         |
| 6.  | «Animal Nitrate»      | 3:34         |
| 7.  | «New Generation»      | 4:59         |
| 8.  | «So Young»            | 5:02         |
| 9.  | «Sleeping Pills»      | 4:16         |
| 10. | «Stay Together»       | 7:32         |

| №  | Название         | Длительность |
| -- | ---------------- | ------------ |
| 1. | «Dolly»          | 4:00         |
| 2. | «High Rising»    | 4:32         |
| 3. | «Animal Nitrate» | 4:21         |
| 4. | «Still Life»     | 3:21         |

| №  | Название     | Длительность |
| -- | ------------ | ------------ |
| 1. | Без названия | 26:01        |

## Участники записи
| Suede - Бретт Андерсон — вокал - Бернард Батлер — гитара и клавишные - Саймон Гилберт — ударные - Мэт Осман — бас-гитара Производство - Эд Баллер — продюсер, звукорежиссёр - Гэри Стаут — звукорежиссёр - Боб Ладвиг — мастеринг | Приглашённые музыканты - Джей Стэпли — гитара - Фил Оверхед — перкуссия - Саймон Кларк — труба - Родди Лоример — саксофон и флейта - Ричард Эдвардс — тромбон - Эндрю Кроншоу — цимбалы и флейта бау - Тесса Найлз — дополнительный вокал - Дети из The Tricycle Theatre Workshop — дополнительный вокал - Оркестр «Лондонская симфония» (постановщик и дирижёр Брайан Гаскойн) |

## Позиции в чартах
| Страна (1994)  | Наивысшая позиция |
| -------------- | ----------------- |
| Великобритания | #3                |
| Швеция         | #5                |
| Франция        | #32               |
| США            | #35               |
| Япония         | #39               |

### Комментарии
1. ↑  Упоминается в песне Suede «Animal Nitrate».
2. ↑  Лейтон — район в восточной части Лондона, подвергшийся во время Второй мировой войны немецким бомбардировкам из-за близости к портовым докам.